# El Roquer (Riudaura)
El Roquer és una masia del municipi de Riudaura (Garrotxa) inclosa en l'Inventari del Patrimoni Arquitectònic de Catalunya.

## Descripció
Can Roquer havia estat antigament deslligada del nucli urbà del poble de Riudaura, però actualment ha quedat englobada al créixer la zona urbanitzada. Aquesta construcció del segle XVII-XVIII és una gran masia de planta baixa i dos pisos, amb teulada a dues vessants. La façana principal, orientada a migdia, té una gran porta d'accés amb llinda de pedra, igual que les obertures dels pisos superiors. A la façana sud es conserven dues grans arcades en planta baixa i una interessant finestra d'arc de mig punt. També són remarcables les estances interiors amb voltes de llunetes. Aquesta construcció està envoltada per un extens jardí.

## Història
Riudaura és un petit nucli urbà que va néixer a l'ombra del monestir de Santa Maria. L'estructura d'alguns dels seus carrers és plenament medieval, però la majoria corresponen al segle xviii, moment en què es bastiren i remodelaren part dels habitatges que estructuren la plaça del Gambeto; durant la centúria següent es remodelaren i aixecaren de nova planta algunes de les construccions situades en els carrers que desemboquen a l'esmentada plaça.